# Круглоголовка піщана

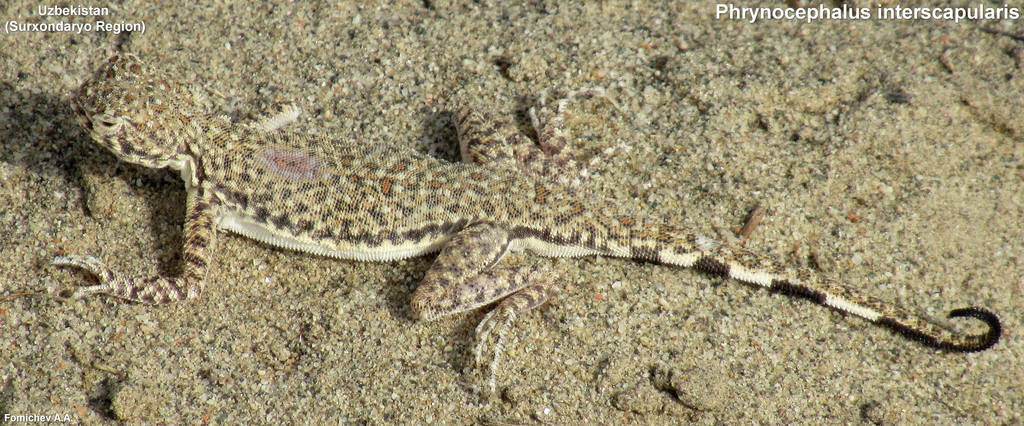

Круглоголовка піщана (Phrynocephalus interscapularis) — вид ящірок родини агамових (Agamidae). Поширений у Центральній Азії. Мешканець піщаних пустель. 

## Опис
Дрібна струнка ящірка із загальною довжиною тіла (L.+ L.cd.) до 9 см. Самці трохи більші за самиць: довжина тіла від кінчика морди до клоаки (L.) у самців до 42 мм, у самиць — до 37 мм. Маса тіла до 2,3 г. Хвіст (L.cd.) трохи довший за довжину тулуба з головою: відношення  L./L.cd. складає 0,78—0,97; на всьому протязі сильно стиснутий. Задні кінцівки дуже довгі: їх довжина значно перевищує відстань від клоакальної щілини до горлової складки. Ніздрі розташовані на верхній поверхні морди, поступово спускаються вперед, зверху їх добре видно. 

### Лускатий покрив
Спинна луска дрібна з добре помітними реберцями. Горлова та грудна луска іноді несуть слабко помітні реберця, які переходять у шипики. Черевна луска гладенька. На верхній поверхні шиї немає поперечної складки шкіри. З боків голови і шиї є групи збільшеної луски з сильно розвиненими, іноді сплощеними, шипами. З боків тулуба, на поздовжній шкіряній складці, також можуть зустрічатися лусочки з розвиненішими реберцями, які переходять у шипики. Характерний розвиток на задньому краї стегна і з боків підстави хвоста — рядок сильно шипуватої білої луски, який утворює своєрідну бахрому. Хвостова луска розташована поперечними рядками. 
Четвертий палець задньої лапи знизу вкрито поздовжнім рядком підпальцевих пластинок, кожна з яких оснащена одним подовжнім, порівняно слабко розвинутим, реберцем. З кожного боку цього пальця сильно витягнуті і сплощені лусочки утворюють гребінці. На третьому пальці задньої лапи гребінці є тільки на боці, що звернений до четвертого пальцю, а поздовжній ряд високих, що переходять в шипи, реберець на підпальцевих пластинках сильно зміщений у бік другого пальця. 
Голова зверху вкрита дрібною дуже ребристою лускою: поперек шапинки їх більше 26. Потилична і надочна луска не збільшена. Носові щитки відділені один від одного 1—3 ребристими лусками. Між верхньогубними щитками і дрібною зернистою лускою нижньої повіки 2—3 ряди щитків. Верхньогубних щитків 9—12, нижньогубних — 8—11. 

### Забарвлення
Забарвлення верхньої сторони тіла пісочно-жовте з коричневим відтінком в темних і світлих кільцях і іржаво-вохристих або коричневих цятках. На спині біля лопаток у живих особин — характерна рожева або іржаво-охриста овальна пляма, звичайно оточена ліловою облямівкою. Черево біле. Хвіст знизу з 2—4 поперечними смугами, на кінці чорний. 

## Поширення
Мешкає в Туркменістані, Південному Казахстані, Узбекистані, Північно-Східному Ірані і Північно-Східному Афганістані.

## Особливості біології
Населяє оголені, розвіяні, майже позбавлені рослинності піски. Зазвичай дотримується вершин барханів, лише зрідка перебігаючи на ділянки більш закріплених пісків з піщаною акацією, саксаулом та іншою розрідженою рослинністю. Зустрічається також на піщаних наносах серед такирів. Ховається в норках, які являють собою похилий хід до 20 см завдовжки, з невеликим щілиноподібні входом. Може також занурюватися у пісок, розсовуючи його за допомогою швидких коливальних рухів тулуба. 
У Південній Туркменії за годинну екскурсію у типових біотопах у міжбарханних пониженнях нараховували до 90 ящірок.
У Центральних Каракумах з'являється після зимівлі в другій половині березня. Першими на поверхню виходять самці.
Належить до яйцекладних ящірок. Статева зрілість настає до кінця першого року життя при досягненні самками довжини тіла 36—37 мм і дещо більших розмірів у самців. Характеризується скороченою та фіксованою кладкою — по 1 яйцю 4 рази за сезон, з кінця травня до початку серпня. Довжина яєць 10—15 мм. Молоді агами довжиною 20—25 мм (без хвоста) з'являються з кінця червня до серпня. Тривалість життя звичайно не перевищує 12—13 місяців.
Харчується комахами, переважно мурашками. До раціону також входять терміти, цикадки, таргани, твердокрилі та їх личинки, гусінь, саранові, клопи, двокрилі, павуки та скорпіони.

## Охорона
Стан більшості природних популяцій виду в межах  ареалу залишається більш-менш стабільним. Саме тому він, згідно Червоного списку МСОП, отримав охоронний статус «відносно благополучний вид».